# Fred Hale
Fred Hale (17 de julio de 1979) es un futbolista de las Islas Salomón que juega como arquero en el Marist FC.

## Carrera
Debutó en el Koloale FC en 1999 y jugó en el club de Honiara hasta 2008, cuando pasó al Marist FC.

### Clubes
| Club       | País          | Año               |
| ---------- | ------------- | ----------------- |
| Koloale FC | Islas Salomón | 1999 - 2008       |
| Marist FC  | Islas Salomón | 2008 - actualidad |

### Selección nacional
Jugó 6 partidos para las Islas Salomón, en los que recibió la misma cantidad de goles.

#### Fútbol playa
Disputó 4 mundiales de fútbol playa, las ediciones de 2006, 2007, 2008 y 2009. En total fueron 12 los partidos que protagonizó, convirtió 2 goles pero recibió 75 en esas presentaciones, arrojando un promedio de 6,25 goles recibidos por partidos.